# Pościg (singel)
Pościg – utwór Young Leosi, który został wydany, wraz z minialbumem „Hulanki”, 23 września 2021.
Nagranie otrzymało w Polsce status złotej płyty płyty 28 sierpnia 2024. Utwór został odsłuchany ponad 7 milionów razy w serwisie Spotify (2024).

## Nagrywanie
Utwór został wyprodukowany przez Deemz'a. Za mix/mastering i realizację utworu odpowiada Dj Johny NOBOCOTO Studio, Janusz Walczuk, SEEK, Wroobel. Tekst do utworu został napisany przez Young Leosię.

## Twórcy
Opracowane na podstawie Genius oraz Apple Music.
- Young Leosia – wokal, tekst
- Deemz – produkcja, kompozycja
- Janusz Walczuk – mix, mastering, realizacja
- DJ Johny – mix, mastering, realizacja
- SEEK – mix, mastering, realizacja
- Wroobel – mix, mastering, realizacja

## Certyfikaty i sprzedaż
| Państwo       | Certyfikat  | Sprzedaż | Data przyznania  |
| ------------- | ----------- | -------- | ---------------- |
| Polska (ZPAV) | złota płyta | 25 000+  | 28 sierpnia 2024 |

## Notowania na listach sprzedaży[8]

### Pozycja na dziennej liście
| Kraj   | Lista                    | Najwyższa pozycja |
| ------ | ------------------------ | ----------------- |
| Polska | Spotify – Top Songs      | 20                |
| Polska | Apple Music – All Genres | 26                |
| Polska | Deezer – Top Poland      | 59                |
| Polska | iTunes – All Genres      | 92                |
| Polska | Shazam – Top 200         | 196               |

### Pozycja na tygodniowej liście
| Kraj   | Lista               | Najwyższa pozycja |
| ------ | ------------------- | ----------------- |
| Polska | Spotify – Top Songs | 54                |

### Pozycje na listach przebojów
| Kraj            | Lista                 | Najwyższa pozycja     |
| Kraj            | Lista                 | Dziennie / Tygodniowo |
| --------------- | --------------------- | --------------------- |
| Polska          | Polskie Radio Czwórka | 140 / –               |
| Wielka Brytania | Westside Radio        | 126 / 302             |
| Niemcy          | WDR Funkhaus Europa   | 217 / –               |